# Catharsius eteocles
Catharsius eteocles är en skalbaggsart som beskrevs av François Louis Nompar de Caumont de Laporte 1840. Catharsius eteocles ingår i släktet Catharsius och familjen bladhorningar. Inga underarter finns listade.